# Scarlet's Hidden Treasures
Scarlet's Hidden Treasures è un EP della cantautrice statunitense Tori Amos, pubblicato nel 2004.

## Tracce
Testi e musiche di Tori Amos.
1. Ruby through the Looking-Glass – 4:53
2. Seaside – 3:23
3. Bug a Martini – 5:03
4. Apollo's Frock – 8:13
5. Tombigbee – 4:26
6. Indian Summer – 7:42

## Formazione
- Tori Amos – piano Bösendorfer, Fender Rhodes, Wurlitzer, voce
- Mac Aladdin – chitarra acustica
- Matt Chamberlain – batteria
- Jon Evans – basso